# Bell L-39
Bell L-39 byl americký experimentální letoun postavený společností Bell Aircraft pro zkoušky šípového křídla. V roce 1946 byly modifikovány dva letouny Bell P-63 Kingcobra a podrobeny sérii testů. Program skončil 26. srpna 1946.

## Historie

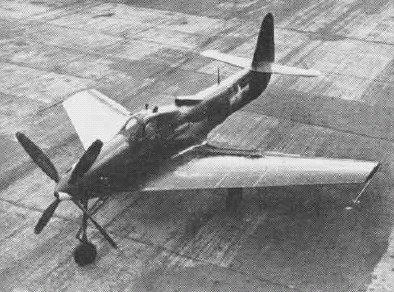
L-39-2 s křídly s ostrou náběžnou hranou

17. května 1946 vydal Bellův závod tiskovou zprávu, že začal experimentovat s letouny se šípovým křídlem. Konečným cílem bylo postavit letadlo schopné prolomit zvukovou bariéru v rámci programu US Navy. K experimentům byly použity dva letouny Bell P-63 Kingcobra ze sériové produkce; jeden XP-63N (s náletem 379 hodin) označený jako L-39-1 (sériové číslo BuNo 90060) a jeden P-63A-9-BE označený jako L-39-2 (BuNo 90061).
Hlavní úpravou letounů bylo odstranění starých křídel a instalace nových s úhlem šípovitosti 35°. Hlavní podvozek (u strojů P-63 zatahovaný do vnějších částí křídel) byl pevný, ale přední kolo bylo zatažitelné do trupu. Změna provedení křídel posunula těžiště letadel. V zadní části byla instalována balastní zátěž, která je měla správně vyvážit, ale během prvních zkoušek se zjistilo, že balast je nedostatečný a čtyřlisté vrtule P-63 byly nahrazeny lehčími třílistými vrtulemi z P-39Q. Po pozdějších testech byl trup dodatečně prodloužen o čtyři stopy (~ 122 cm), přidána velká stabilizační plocha pod ocasní částí a sloty na náběžné hraně křídel.
První let L-39-1 se uskutečnil 23. dubna 1946 z továrního letiště firmy Bell v Niagara Falls. Po několika letech byl stroj 22. srpna 1946 předán do Langley Research Center, tehdy patřícího National Advisory Committee for Aeronautics (NACA). Na Bellově letišti v té době létal druhý letoun, L-39-1, vybavený systémem automatického přečerpávání paliva, který během letu udržoval konstantní těžiště letounu.

Oba letouny byly použity ke korelaci výsledků předchozích zkoušek v aerodynamickém tunelu s údaji získanými z letounů plné velikosti a později i dalším experimentům, například L-39-2 ověřoval křídla klenutého profilu určená pro Grumman XS2F a křídla s ostrým šípem náběžné hrany, podobná těm, která byla později použita u Bell X-2.
Testy byly pozastaveny 26. srpna a program byl brzy ukončen. L-39-2 byl 11. prosince 1946 také předán do Langley, a 12. prosince 1949 byly oba exempláře předány výzkumnému středisku NACA Lewis Research Center. Oba letouny byly sešrotovány v roce 1955.

## Specifikace
Údaje dle

### Technické údaje
- Osádka: 1 (pilot)
- Rozpětí: 10,21 m
- Délka: 11,18 m
- Výška: 3,83 m
- Nosná plocha: 23,22 m²
- Hmotnost prázdného letounu:
- Vzletová hmotnost:
- Max. vzletová hmotnost:
- Pohonná jednotka: 1 × zážehový kapalinou chlazený vidlicový dvanáctiválec přeplňovaný dvoustupňovým radiálním kompresorem Allison V-1710

### Výkony
- neznámé